# Liste der Gemeinden in der Stadtregion Villach
Die Stadtregion Villach ist eine österreichische Agglomeration in Kärnten. Die Region besteht aus der Kernzone (Code: SR111) sowie der Außenzone (Code: SR112).

## Geschichte der Klassifikation
Die Abgrenzung der Stadtregionen (Urbanen Zentren) wurde von der Statistik Austria für 1971 bis 2001 alle 10 Jahre vorgenommen. Für den Stichtag 31. Oktober 2013 wurde erstmals nach der von der Statistik Austria für statistische Zwecke entwickelten Urban-Rural-Typologie abgegrenzt, welche die Abgrenzung der Stadtregionen integriert.

## Liste der Gemeinden laut Abgrenzung von 2001
Die Einwohnerzahlen in den Listen sind vom 1. Jänner 2024.

### Kernzone Villach
| Gemeinde | Lage | Ew     | km²    | Ew / km² | Gerichtsbezirk | Region | Typ             | Foto | Metadaten         |
| -------- | ---- | ------ | ------ | -------- | -------------- | ------ | --------------- | ---- | ----------------- |
| Villach  |      | 65.600 | 134,99 | 486      | Villach        |        | Statutar- stadt | ja   | Gem.Kennz.: 20201 |

### Außenzone Villach
| Gemeinde                  | slowenisch                  | Lage | Ew    | km²    | Ew / km² | Gerichtsbezirk | Region | Typ             | Foto | Metadaten         |
| ------------------------- | --------------------------- | ---- | ----- | ------ | -------- | -------------- | ------ | --------------- | ---- | ----------------- |
| Afritz am See             | Zobrce                      |      | 1.454 | 28,02  | 52       | Villach        |        | Gemeinde        | ja   | Gem.Kennz.: 20701 |
| Arnoldstein               | Podklošter                  |      | 7.143 | 67,40  | 106      | Villach        |        | Markt- gemeinde | ja   | Gem.Kennz.: 20702 |
| Arriach                   |                             |      | 1.341 | 70,76  | 19       | Villach        |        | Gemeinde        | ja   | Gem.Kennz.: 20703 |
| Bad Bleiberg              | Plajberk pri Beljaku        |      | 2.166 | 44,81  | 48       | Villach        |        | Markt- gemeinde | ja   | Gem.Kennz.: 20705 |
| Feistritz an der Gail     | Bistrica na Zilji           |      | 650   | 19,34  | 34       | Villach        |        | Gemeinde        | ja   | Gem.Kennz.: 20707 |
| Finkenstein am Faaker See | Bekštanj                    |      | 9.402 | 102,01 | 92       | Villach        |        | Markt- gemeinde | ja   | Gem.Kennz.: 20711 |
| Hohenthurn                | Straja vas                  |      | 908   | 27,18  | 33       | Villach        |        | Gemeinde        | ja   | Gem.Kennz.: 20713 |
| Nötsch im Gailtal         | Čajna                       |      | 2.340 | 42,72  | 55       | Villach        |        | Markt- gemeinde | ja   | Gem.Kennz.: 20719 |
| Rosegg                    | Rožek                       |      | 1.905 | 19,17  | 99       | Villach        |        | Markt- gemeinde | ja   | Gem.Kennz.: 20721 |
| Treffen am Ossiacher See  | Trebinja ob Osojskem jezeru |      | 4.601 | 71,09  | 65       | Villach        |        | Markt- gemeinde | ja   | Gem.Kennz.: 20724 |
| Weißenstein               | Bilšak                      |      | 2.910 | 49,14  | 59       | Villach        |        | Markt- gemeinde | ja   | Gem.Kennz.: 20726 |
| Wernberg                  | Vernberk                    |      | 5.650 | 26,42  | 214      | Villach        |        | Gemeinde        | ja   | Gem.Kennz.: 20727 |